# Spermophilus brevicauda
Spermophilus brevicauda är en däggdjursart som ingår i släktet sislar och familjen ekorrar. Inga underarter finns listade i Catalogue of Life.

## Taxonomi
De flesta arterna i det tidigare släktet Spermophilus har efter DNA-studier konstaterats vara parafyletiska med avseende på präriehundar, släktet Ammospermophilus och murmeldjur. Detta släkte har därför delats upp i flera släkten. Kvar i Spermophilus finns endast den gamla världens sislar, som, bland andra, denna art.

## Beskrivning
En av de minsta sislarna i släktet med en kroppslängd på 16 till 21 cm, en svanslängd mellan 3 och 5 cm och en vikt på 140 till 440 g. Ovansidan är ockrafärgad med små, tydliga, ljusa fläckar och en ljus ring kring vardera ögat samt rostfärgade fläckar över och under ögonen. Bakfötterna är rödbruna, och svansen varierar i färg från rödbrun till blekgul.

## Ekologi
Arten förekommer på torra stäpper och buskbeväxta halvöknar. Den är främst växtätare: Huvudfödan består av skott samt lökar av vilda tulpaner och vildväxande gul lök. Den gräver underjordiska bon, gärna under buskar. Den tillbringar mycken tid i bona, och använder dem både för vintersömn och som skydd vid höga dagstemperaturer. Siseln kan leva både solitärt och i kolonier.

## Utbredning
Utbredningsområdet omfattar norra delen av Xinjiang i Kina samt Kazakstan.

## Status
IUCN kategoriserar arten globalt som livskraftig. Inga större hot är kända.